# إيكهارد شولتس
إيكهارد شولتس (* ٣. سبتمبر 1952 في ماركرسدورف) مستعرب ولغوي ألماني . حتى تقاعده في عام 2018 ، كان أستاذًا لدراسات اللغة العربية والترجمة في المعهد الشرقي بجامعة لايبزيغ.

## الحياة المهنية
بعد تخرجه من المدرسة الثانوية عام 1971 وما تلاها من الخدمة العسكرية ، درس شولتس من عام 1973 إلى عام 1978 في قسم الدراسات الإفريقية والشرق أوسطية بجامعة لايبزيغ كجزء من دراسته الموضوعات التالية: الترجمة الفورية والترجمة من العربية والإنجليزية، الفارسية، الدراسات العربية، الدراسات الإسلامية، علم اللغة، تاريخ الدول العربية، اقتصاديات الدول النامية، اقتصاديات الدول العربية، القانون الدولي، علم الاجتماع، الدراسات الثقافية في الولايات المتحدة الأمريكية ، التاريخ والأدب الإنجليزي.
ثم أصبح باحثًا مساعدًا ، ومن عام 1982 ، أستاذًا جامعيًا في قسم الدراسات الإفريقية والشرق أوسطية بجامعة لايبزيغ ، بالإضافة إلى الدراسات اللغوية والترجمة ، قام بتدريس الترجمة الفورية والتتابعية والترجمة العربية الألمانية. كجزء من هذا النشاط ، عمل أيضًا مرارًا كمترجم فوري ومترجم على أعلى مستوى في بلدان عدة منها اليمن وسوريا والأردن والعراق ومصر وليبيا.
في عام 1986 ، حصل شولتس على الدكتوراه عن أطروحته التحول اللغوي في العربية. وكان مشرفاه Wolfgang Reuschel و Günther Krahl.
وفي عام 1991 ، أكمل تأهيله بأطروحة حول مفاهيم المرادفات عند النحاة والمعجميين العرب من القرن الثامن إلى الحادي عشر. وكان محكمو الأطروحة كلا من Wolfgang Reuschel وGünther Krahl وWolfdietrich Fischer من جامعة Erlangen-Nuremberg.
وفي عام 1993 تم تعيينه أستاذًا للغة العربية ودراسات الترجمة في المعهد الشرقي بجامعة لايبزيغ، حيث عمل شولتس لعدة سنوات كمدير عام.
كأستاذ زائر ، قام برحلات دراسية ومحاضرات في بلدان عدة منها مصر وبريطانيا وإندونيسيا وإيران واليمن والأردن والكويت وماليزيا والمغرب وباكستان وعُمان وروسيا والسعودية وسوريا وتونس والإمارات.
في عام 2011 أسس شولتس المعهد العربي  ، حيث يعمل أيضًا بشكل وثيق مع Hans-Georg Ebert

## كتب (مختارة)
•	Krahl, Reuschel, Schulz: Lehrbuch des modernen Arabisch, Langenscheidt 1995 (632 Seiten
•	(Hrsg.) Modernes Hocharabisch für Fortgeschrittene, Langenscheidt 1997 (640 Seiten
•	Standard Arabic, An elementary-intermediate course, Cambridge University Press 2000 (641 Seiten
•	(Hrsg.) Krahl, Günther / Reuschel / Jumaili: Modernes Hocharabisch für Fortgeschrittene, Dolmetscher und Übersetzer. Übersetzen, Dolmetschen, Konversation, Fachwortschatz Reichert Verlag, Wiesbaden 2004 (464 Seiten
• Modernes Hocharabisch – Grammatik, Reichert Verlag, Wiesbaden 2004 (251 Seiten
•	A Student Grammar of Modern Standard Arabic, Cambridge University Press 2004 (249 Seiten
•	Krahl, Reuschel, Schulz: Lehrbuch des modernen Arabisch, Neue Ausgabe, Langenscheidt 2005, (632 Seiten
•	Buku Pelajaran Bahasa Arab Modern, LKiS Yogyakarta 2009, (402 Seiten
•	Modernes Hocharabisch, Lehrbuch mit einer Einführung in Hauptdialekte, Edition Hamouda, Leipzig 2011 (750 Seiten
•	Krahl, Reuschel, Schulz: Lehrbuch des modernen Arabisch, Edition Hamouda, Leipzig 2011 (600 Seiten
•	Modernes Hocharabisch, Lehrbuch mit einer Einführung in Hauptdialekte, 2. verbesserte Auflage, Edition Hamouda, Leipzig 2013 (750 Seiten
•	Modern Standard Arabic, Textbook integrating main Arabic dialects. Edition Hamouda, Leipzig 2013 (750 Seiten)
•	عربی معاصر به انضمام لهجههای اصلی عربی Teheran 2013 (729 Seiten)
•	معاصر عربی اہم لہجات کے ساتھ Islamabad 2014 (728 Seite)
•	bahasa arab modern - dilengkapi dengan BEBERAPA Dialek Arab terpenting, Surabaya 2017 (748 Seiten)

## روابط إنترنت
•	Webseite des 2011 gegründeten AL-ARABIYYA-INSTITUTE: http://alarabiyya-institute.com
•	Online-Version (e-Edition) "Modernes Hocharabisch, Lehrbuch mit einer Einführung in Hauptdialekte": https://modern-standard-arabic.net, In den Sprachen Deutsch, Englisch, Indonesisch, Malaiisch, Urdu und Farsi.
•	AL-ARABIYYA-TEST – Arabisch Sprachtest in den Stufen A1 – C2 (GER): https://toafl.com
•	Bewahrung historischer Handschriften in Indonesien: http://www.manuscripts-nusantara.org/